# Jakovci
Jakovci (1890-ig Jakobovci) falu Horvátországban Pozsega-Szlavónia megyében. Közigazgatásilag Pakráchoz tartozik.

## Fekvése
Pozsegától légvonalban 26, közúton 37 km-re északnyugatra, községközpontjától légvonalban 14, közúton 25 km-re keletre, Nyugat-Szlavóniában, a Psunj-hegység északi részén, a Mala Orlovica-patak völgye feletti magaslaton fekszik.

## Története
A falu a török uralom idején keletkezett Boszniából érkezett pravoszláv vlachok betelepülésével. Nevét első lakóiról a Jakolović családról kaphatta. Első írásos említése 1698-ban „Jakolovczy” alakban 11 portával a török uralom alól felszabadított települések összeírásában történt. A 17. század végétől a török kiűzése után a területre folyamatosan telepítették be a keresztény lakosságot. Az első katonai felmérés térképén „Dorf Jakobovacz” néven találjuk. Lipszky János 1808-ban Budán kiadott repertóriumában „Jakobovacz” néven szerepel. Nagy Lajos 1829-ben kiadott művében „Jakobovacz” néven összesen 26 házzal és 179 ortodox vallású lakossal találjuk.
1857-ben 160, 1910-ben 178 lakosa volt. 1910-ben a népszámlálás adatai szerint teljes lakossága szerb anyanyelvű volt. Pozsega vármegye Pakráci járásának része volt. Az első világháború után 1918-ban az új szerb-horvát-szlovén állam, majd később (1929-ben) Jugoszlávia része lett. 1991-ben teljes lakossága szerb nemzetiségű volt. A délszláv háború idején kezdettől fogva szerb ellenőrzés alatt volt. A horvát hadsereg 123. verőcei dandárjának alakulatai az Orkan ’91 hadművelet második szakaszában 1991. december 30-án foglalták vissza. Szerb lakossága nagyrészt elmenekült. 2011-ben már nem volt állandó lakossága.

## Lakossága
| Lakosság változása | Lakosság változása | Lakosság változása | Lakosság változása | Lakosság változása | Lakosság változása | Lakosság változása | Lakosság változása | Lakosság változása | Lakosság változása | Lakosság változása | Lakosság változása | Lakosság változása | Lakosság változása | Lakosság változása | Lakosság változása |
| ------------------ | ------------------ | ------------------ | ------------------ | ------------------ | ------------------ | ------------------ | ------------------ | ------------------ | ------------------ | ------------------ | ------------------ | ------------------ | ------------------ | ------------------ | ------------------ |
| 1857               | 1869               | 1880               | 1890               | 1900               | 1910               | 1921               | 1931               | 1948               | 1953               | 1961               | 1971               | 1981               | 1991               | 2001               | 2011               |
| 160                | 190                | 144                | 140                | 158                | 178                | 163                | 202                | 155                | 174                | 170                | 108                | 60                 | 39                 | 5                  | 0                  |